# Episodi di La città in controluce (prima stagione)
La prima stagione della serie televisiva La città in controluce è andata in onda negli Stati Uniti dal 30 settembre 1958 al 23 giugno 1959 sulla ABC.
| nº | Titolo originale                             | Prima TV USA      | Titolo italiano | Prima TV Italia |
| -- | -------------------------------------------- | ----------------- | --------------- | --------------- |
| 1  | Meridian                                     | 30 settembre 1958 |                 |                 |
| 2  | Nickel Ride                                  | 7 ottobre 1958    |                 |                 |
| 3  | Line of Duty                                 | 14 ottobre 1958   |                 |                 |
| 4  | Sidewalk Fisherman                           | 21 ottobre 1958   |                 |                 |
| 5  | The Violent Circle                           | 28 ottobre 1958   |                 |                 |
| 6  | Stakeout                                     | 4 novembre 1958   |                 |                 |
| 7  | No More Rumbles                              | 11 novembre 1958  |                 |                 |
| 8  | Belvedere Tower                              | 18 novembre 1958  |                 |                 |
| 9  | The Bird Guard                               | 25 novembre 1958  |                 |                 |
| 10 | The Other Face of Goodness                   | 2 dicembre 1958   |                 |                 |
| 11 | Lady Bug, Lady Bug                           | 9 dicembre 1958   |                 |                 |
| 12 | Susquehanna 4-7598                           | 16 dicembre 1958  |                 |                 |
| 13 | And a Merry Christmas to the Force on Patrol | 23 dicembre 1958  |                 |                 |
| 14 | The Explosive Heart                          | 30 dicembre 1958  |                 |                 |
| 15 | The Manhole                                  | 6 gennaio 1959    |                 |                 |
| 16 | Even Crows Sing Good                         | 13 gennaio 1959   |                 |                 |
| 17 | Burst of Passion                             | 20 gennaio 1959   |                 |                 |
| 18 | Goodbye, My Lady Love                        | 27 gennaio 1959   |                 |                 |
| 19 | The Shield                                   | 3 febbraio 1959   |                 |                 |
| 20 | One to Get Lost                              | 10 febbraio 1959  |                 |                 |
| 21 | Hey, Teach!                                  | 17 febbraio 1959  |                 |                 |
| 22 | Ticker Tape                                  | 24 febbraio 1959  |                 |                 |
| 23 | Fire Island                                  | 3 marzo 1959      |                 |                 |
| 24 | Ten Cent Dreams                              | 10 marzo 1959     |                 |                 |
| 25 | The Bumper                                   | 17 marzo 1959     |                 |                 |
| 26 | A Running of Bulls                           | 24 marzo 1959     |                 |                 |
| 27 | Fallen Star                                  | 31 marzo 1959     |                 |                 |
| 28 | Beyond the Truth                             | 7 aprile 1959     |                 |                 |
| 29 | Baker's Dozen                                | 14 aprile 1959    |                 |                 |
| 30 | The Rebirth                                  | 21 aprile 1959    |                 |                 |
| 31 | Four Sweet Corners                           | 28 aprile 1959    |                 |                 |
| 32 | The Sandman                                  | 5 maggio 1959     |                 |                 |
| 33 | Turn of Events                               | 12 maggio 1959    |                 |                 |
| 34 | A Little Piece of the Action                 | 19 maggio 1959    |                 |                 |
| 35 | The Bloodhounds                              | 26 maggio 1959    |                 |                 |
| 36 | The Scorpion Sting                           | 2 giugno 1959     |                 |                 |
| 37 | Saw My Baby There                            | 9 giugno 1959     |                 |                 |
| 38 | The Canvas Bullet                            | 16 giugno 1959    |                 |                 |
| 39 | A Wood of Thorns                             | 23 giugno 1959    |                 |                 |

## Meridian
- Prima televisiva: 30 settembre 1958
- Diretto da: Jerry Hopper
- Scritto da: Stirling Silliphant

### Trama
- Guest star: Frank Downing (McGregor), Alison Marshall (Debbie Halloran), Barbara Banks (Sylvia), Pat De Simone (Arturo), Al Hodge (Johnson), Joey Walsh (Lefty Hawkins), Bill Zuckert (Donahue), Miriam Acevedo (Mrs. Guterrez)

## Nickel Ride
- Prima televisiva: 7 ottobre 1958
- Diretto da: Douglas Heyes
- Scritto da: Stirling Silliphant

### Trama
- Guest star: Harry Holcombe (Commissioner), Peter Dawson (Bronson), Ralph Stantley (Hagerton), Ray Singer (Armored Car Guard), Cameron Prud'Homme (Adam Flint), Johnny Seven (Biggers), Robert Burr (Armored Car Driver)

## Line of Duty
- Prima televisiva: 14 ottobre 1958
- Diretto da: Stuart Rosenberg
- Scritto da: Stirling Silliphant

### Trama
- Guest star: William S. Forester (ufficiale pubblico), Eugenie Leontovich (Katrina Cretias), Paul Lipson (barista), Andrew Cevado (Peter), Diane Ladd (Yankee Cretias), Alison Marshall (Debbie Halloran)

## Sidewalk Fisherman
- Prima televisiva: 21 ottobre 1958
- Diretto da: Douglas Heyes
- Scritto da: Stirling Silliphant
- Soggetto di: Meyer Berger

### Trama
- Guest star: Leonardo Cimino (Shellshock), Ruth Altman (Mother Superior), Joanna Heyes (suora), Mark Barkan (Laddie), Gary Morgan (Paulie), Jay Novello (Gio), Tarry Green (Jocko), Allen Nourse (Thompson)

## The Violent Circle
- Prima televisiva: 28 ottobre 1958
- Diretto da: Douglas Heyes
- Scritto da: Stirling Silliphant
- Soggetto di: Mark Hellinger

### Trama
- Guest star: Donald Moffat (Brickwell), Mark Allen (Greer), Helm Lyon (Romaine), Janice Mars (infermiera Kaufman), House Jameson (Morgan), Earl Rowe (Hanson), Robert Weil (Crane), Jeno Mate (Parker)

## Stakeout
- Prima televisiva: 4 novembre 1958
- Diretto da: Stuart Rosenberg
- Scritto da: Stirling Silliphant

### Trama
- Guest star: Jan Miner (Wilma Rogan), Matt Crowley (Commissioner), Horace McMahon (Chief), Nina Reader (Janie Rogan), Michael Tolan (Alan Keller), Irene Kane (Betty Keller), Donald Cohen (Ely)

## No More Rumbles
- Prima televisiva: 11 novembre 1958
- Diretto da: William Beaudine
- Scritto da: Sam Ross

### Trama
- Guest star: Arny Freeman (Cienzi), Harry Davis (caposquadra), Julia McMillan (Model), David Challis (Pancho), Frank Dana (Packy), Sandra Smith (Lucy), David Winters (Marty), Alison Marshall (Debbie Halloran)

## Belvedere Tower
- Prima televisiva: 18 novembre 1958
- Diretto da: William Beaudine
- Scritto da: Robert Sylvester, John Mackenzie

### Trama
- Guest star: Tom Ahearne (sergente Bellows), Paul Spencer (Mitchell Pierce), Dorothy Dolliver (Evie), Dean Almquist (Dodds), Bo Enivel (Mizotti)

## The Bird Guard
- Prima televisiva: 25 novembre 1958
- Diretto da: William Beaudine
- Scritto da: Stirling Silliphant

### Trama
- Guest star: Johnny Seven (Brick), John Lawrence (Grubber), John McQuade (Cassidy), Lester Mack (Freeman), Diana Van der Vlis (Linda Stephenson), Jock MacGregor (Andy)

## The Other Face of Goodness
- Prima televisiva: 2 dicembre 1958
- Diretto da: Stuart Rosenberg
- Scritto da: Stirling Silliphant

### Trama
- Guest star: Arnold Merritt (Jimmy Barrick), Loretta Leversee (Nova), Frank Campanella (Cameraman), David J. Stewart (professore), Gerald Gordon (Walt Brown), John Gibson (City Editor)

## Lady Bug, Lady Bug
- Prima televisiva: 9 dicembre 1958
- Diretto da: Stuart Rosenberg
- Scritto da: Stirling Silliphant

### Trama
- Guest star: Peter Votrian (Bobby Stabler), Leon B. Stevens (Eddie Stabler), Daniel Ocko (Julio Marsetti), Peter Falk (Extortionist), Arthur Wenzel (Butler)

## Susquehanna 4-7598
- Prima televisiva: 16 dicembre 1958
- Diretto da: Stuart Rosenberg
- Scritto da: Stirling Silliphant

### Trama
- Guest star: Frank Campanella (sergente), Sandy Robinson (Carol Thomas), Paul Valentine (Larry), William Clemens (Johnny Horack)

## And a Merry Christmas to the Force on Patrol
- Prima televisiva: 23 dicembre 1958
- Diretto da: Stuart Rosenberg
- Scritto da: Stirling Silliphant

### Trama
- Guest star: Jimmy Little (sergente Higgins), Roberts Blossom (Quint), Richard Kronold (detective Dutton), Mary Boylan (Marie), Frank Sutton (Marco), Michael Strong (detective Hal Perelman), Rudy Bond (tenente Mike Daniels), Louis Edmonds (poliziotto in Background)

## The Explosive Heart
- Prima televisiva: 30 dicembre 1958
- Diretto da: William Beaudine
- Scritto da: Jesse Lasky, Jr.

### Trama
- Guest star: Cliff Carnell (Tony Garcia), Barbara Lord (Laurie White Garcia), Grant Gordon (dottor Randy Colt), Noel Leslie (comandante White), Maggie O'Byrne (May)

## The Manhole
- Prima televisiva: 6 gennaio 1959
- Diretto da: John Brahm
- Scritto da: Stirling Silliphant

### Trama
- Guest star: John Karlen (Chuck), George Maharis (Stroke Strokich), Jimmy Little (Desk Sergeant), Vic Werber (Leo), Will Kuluva (Mikel Storkich), Richard Kronold (detective Dutton)

## Even Crows Sing Good
- Prima televisiva: 13 gennaio 1959
- Diretto da: John Brahm
- Scritto da: Stirling Silliphant

### Trama
- Guest star: Frieda Altman (Norma Hinn), Jimmy Little (Desk Sergeant), Allan Frank (uomo), Jean Martin (Young Woman), Diana Douglas (Hilda Wallace), Bernard Fein (Dasher), Lee Philips (Larry Hinn), Robert Weil (Happy), Joanne Courtney (infermiera)

## Burst of Passion
- Prima televisiva: 20 gennaio 1959
- Diretto da: Stuart Rosenberg
- Scritto da: Stirling Silliphant

### Trama
- Guest star: Matt Crowley (Commissioner), Woodrow Parfrey (Andrew Eisert), Dorothy Peterson (Mrs. Graither), Guy Spaull (reverendo Thomason), Kirk Alyn (sergente Muller), John C. Becher (dottore), Richard Kronold (detective Dutton)

## Goodbye, My Lady Love
- Prima televisiva: 27 gennaio 1959
- Diretto da: John Brahm
- Scritto da: Stirling Silliphant

### Trama
- Guest star: Eddie Bruce (Barnwell), William Baron (Wiper), Edward Simon (Recorder), Murray Parker (D. A. Man), James Barton (Matty), William Edmonson (Chain), Louis Guss (Shull), Gilbert Mack (Lombardi), Guy Raymond (Augie), Pat Malone (Harrison), Ed Dorsey (barista)

## The Shield
- Prima televisiva: 3 febbraio 1959
- Diretto da: John Brahm
- Scritto da: Stirling Silliphant

### Trama
- Guest star: Vincent Van Lynn (detective Ted), Walter Kinsella (detective Markham), Sheldon Koretz (Robley), Margaret Lenert (Mrs. Greco), Jack Klugman (agente di polizia Mike Greco), Vic Morrow (David Greco), Gino Ardito (Sneaker), Lester Mack (esaminatore)

## One to Get Lost
- Prima televisiva: 10 febbraio 1959
- Diretto da: John Brahm
- Scritto da: Sam Ross

### Trama
- Guest star: William Daprato (Janitor), Norma Crane (Fay Roberts), Richard Barrows (uomo), Charles Gaines (medico legale), Kent Smith (George Blake), Jeanette Nolan (Kate), Lawrence Tierney (Mike Johnson), Florence Anglin (segretario/a), Terry Scott (Union Girl)

## Hey, Teach!
- Prima televisiva: 17 febbraio 1959
- Diretto da: Stuart Rosenberg
- Scritto da: Stirling Silliphant

### Trama
- Guest star: Jean Muir (Mrs. Kling), Bernard Kates (Madison), Anthony Franke (Mark), Jose Alcarez (Luis), Robert Morris (Flip Willer)

## Ticker Tape
- Prima televisiva: 24 febbraio 1959
- Diretto da: Stuart Rosenberg
- Scritto da: Stirling Silliphant

### Trama
- Guest star: Tana Manners (Little Girl), George Lambert (Hanson), Paul Alberts (Kettleman), Adrienne Moore (madre), Ernest Sarracino (Anton Marshak), Beverly Bentley (Arlene Conway), Ed Furey (Mason Conway)

## Fire Island
- Prima televisiva: 3 marzo 1959
- Diretto da: Norman Tokar
- Scritto da: Stirling Silliphant
- Soggetto di: Mark Hellinger

### Trama
- Guest star: Michael Conrad (Hartog), Guy Raymond (Boz), Phillip Huston (Lee), Henry Hull (Alky), George Maharis (Lundy), Will Hussong (Lab Man)

## Ten Cent Dreams
- Prima televisiva: 10 marzo 1959
- Diretto da: John Brahm
- Scritto da: Sam Ross

### Trama
- Guest star: Richard X. Slattery (Solid), Ross Martin (Carlo), Thelma Pelish (Mrs. Pike), Al Lewis (Pike), Kay Chaque (Maria)

## The Bumper
- Prima televisiva: 17 marzo 1959
- Diretto da: John Brahm
- Scritto da: Stirling Silliphant

### Trama
- Guest star: Matt Crowley (Commissioner), Michael Strong (detective Hal Perlman), Richard Kronold (detective Dutton), Doyle Brooks (garagista), Clement Fowler (Ed "the Bumper" Jenkins), Albert Henderson (Landers), Sam Gray (Doyle)

## A Running of Bulls
- Prima televisiva: 24 marzo 1959
- Diretto da: Stuart Rosenberg
- Scritto da: Stirling Silliphant

### Trama
- Guest star: Michael Ansara (Valente), Felice Orlandi (Luis), Michael Ray (Felipe Piedra), Gloria Marlowe (infermiera Castana)

## Fallen Star
- Prima televisiva: 31 marzo 1959
- Diretto da: Sam Ross
- Scritto da: Stirling Silliphant

### Trama
- Guest star: Rocky Graziano (Lou Curtis), Bruno Damon (Manager), Morgan Sterne (Al McBride), Arnold Merritt (Larry), Robert Alda (Jess Burton), Guy Sorel (Harry Weeks)

## Beyond the Truth
- Prima televisiva: 7 aprile 1959
- Diretto da: John Brahm
- Scritto da: Stirling Silliphant

### Trama
- Guest star: Romo Vincent (Teddy Simpson), Phyllis Hill (Betty Fleischman), Gerald Price (Max Buchwald), Sloan Simpson (Shirley Buchwald), Martin Balsam (Arnold Fleischman), Shawn Donahue (Debbie Halloran), Pat Tobin (Commentator)

## Baker's Dozen
- Prima televisiva: 14 aprile 1959
- Diretto da: George Sherman
- Scritto da: Stirling Silliphant

### Trama
- Guest star: Vincent Gardenia (Crudelli), Joseph Ruskin (Johnny Baker), Alex Dayne (Stubbleman), Richard Jaeckel (Lance), Carlos Montalban (Frank Baker), Ed Siani (Recorder)

## The Rebirth
- Prima televisiva: 21 aprile 1959
- Diretto da: Stuart Rosenberg
- Scritto da: Stirling Silliphant

### Trama
- Guest star: Maureen Delaney (Scrub Woman), Elizabeth Sinclair (Ruth Barnaby), Anna Appel (Mrs. Lebinsky), John C. Becher (sportellista della banca), Ludwig Donath (prestatore su pegno), Crahan Denton (soprintendente)

## Four Sweet Corners
- Prima televisiva: 28 aprile 1959
- Diretto da: Stuart Rosenberg
- Scritto da: Stirling Silliphant

### Trama
- Guest star: Rochelle Oliver (Cora Gray), Irene Dailey (Mrs. Gary), Mary Perry (Mrs. Gamby), Martha Greenhouse (Evelyn), George Maharis (Johnny Gary), Robert Morris (Lincoln Ridgeway)

## The Sandman
- Prima televisiva: 5 maggio 1959
- Diretto da: John Brahm
- Scritto da: Louis Salaman

### Trama
- Guest star: Will Kuluva (coltivatore), Mike Kellin (Ketch), Fred Lewis (Maneri), Vincent Van Lynn (Robbins), Gordon Peters (tecnico di laboratorio)

## Turn of Events
- Prima televisiva: 12 maggio 1959
- Diretto da: John Brahm
- Scritto da: Stirling Silliphant

### Trama
- Guest star: Melville Ruick (Harding), Jan Miner (Mrs. Knauf), Eugenia Rawls (Mrs. Harding), Kay Doubleday (Laura Harding), Irene Cowan (Mrs. Miles)

## A Little Piece of the Action
- Prima televisiva: 19 maggio 1959
- Diretto da: Stuart Rosenberg
- Scritto da: Stirling Silliphant

### Trama
- Guest star: Simon Oakland (Duke), Jan Norris (Doris Giles), Jonathan Gilmore (Jimmy Morgan), Johnny Seven (Al Lacey), James Barton (Bo Giles), Ben Yaffee (Watkins)

## The Bloodhounds
- Prima televisiva: 26 maggio 1959
- Diretto da: Stuart Rosenberg
- Scritto da: Stirling Silliphant

### Trama
- Guest star: Louis Nye (ubriaco), Jimmy Little (Desk Sergeant), Richard Kronold (detective Dutton), Byron Sanders (Charles Whitmore), Rudy Bond (tenente Springer), Phyllis Hill (Jane Whitmore), Lynn Whitmore (Janice Manzo)

## The Scorpion Sting
- Prima televisiva: 2 giugno 1959
- Diretto da: John Brahm
- Scritto da: Stirling Silliphant

### Trama
- Guest star: Clifton James (George Haskell), Diana Douglas (Meg Peters), Tamara Daykarhanova (Mrs. Petraloff), William Meigs (Matty Dixon), Nehemiah Persoff (Barney Peters), Marvin Kline (Charlie Schwartz)

## Saw My Baby There
- Prima televisiva: 9 giugno 1959
- Diretto da: Stuart Rosenberg
- Scritto da: Louis Salaman

### Trama
- Guest star: Rochelle Oliver (Katie Harris), Harold Stone (Simon Beecker), Arny Freeman (Klutz), Mark Rydell (Ralph Harris), Robert Dryden (medico legale)

## The Canvas Bullet
- Prima televisiva: 16 giugno 1959
- Diretto da: Stuart Rosenberg
- Scritto da: Stirling Silliphant
- Soggetto di: Ed Lacy

### Trama
- Guest star: Clement Fowler (Gus Slack), Diane Ladd (Kathy Mills), House Jameson (Doc Nearing), Rocky Graziano (Eddie Gibbs), Harry Guardino (Johnny Mills), Vincent Gardenia (Musso)

## A Wood of Thorns
- Prima televisiva: 23 giugno 1959
- Diretto da: Stuart Rosenberg
- Scritto da: Stirling Silliphant

### Trama
- Guest star: Cara Williams (Lois Heller)